# Monteforte Irpino
Monteforte Irpino es uno de los 119 municipios o comunas ("comune" en italiano) de la provincia de Avellino, en la región de Campania. Con cerca de 10.180 habitantes, según el censo de 2005, se extiende por una área de 26,70 km², teniendo una densidad de población de 381,27 hab/km². Linda con los municipios de Avellino, Contrada, Forino, Mercogliano, Moschiano, Mugnano del Cardinale, Taurano, y Visciano
.

## Historia
El castillo, del cual el municipio toma el nombre, fue muy probablemente un antiguo castrum romano, sobre el que se edificaría posteriormente el castillo en época de los lombardos.
Mas la historia de Monteforte es aún más antigua: se han encontrado restos de su existencia durante la segunda guerra púnica, cuando Aníbal Barca lo atraviesa volviendo de Capua por la via Appia, en dirección a Cannas, donde dará batalla a los Romanos.

## Monumentos y lugares de interés
- Iglesia de San Nicolás de Bari conserva alguna pintura del siglo XVIII de la escuela napolitana.

## Demografía
| Gráfica de evolución demográfica de Monteforte Irpino entre 1861 y 2001 |
|                                                                         |
| Fuente ISTAT - elaboración gráfica de Wikipedia                         |

- Datos: Q55058
- Multimedia: Monteforte Irpino / Q55058

1. ↑  Worldpostalcodes.org, código postal n.º 83024.
2. ↑  «Codici Catastali». Comuni-italiani.it (en italiano). Consultado el 29 de abril de 2017.